# Liste des champions olympiques sud-africains
Liste des sportifs et sportives sud-africains (par sport et par chronologie) médaillés d'or lors des Jeux olympiques d'été et d'hiver, à titre individuel ou par équipe, de 1904 à 2016.

## Jeux olympiques d'été

### Athlétisme
| Nom               | Discipline(s)       | Année(s) |
| Reginald Walker   | 100 m (H)           | 1908     |
| Kenneth McArthur  | Marathon (H)        | 1912     |
| Bevil Rudd        | 400 mètres (H)      | 1920     |
| Sydney Atkinson   | 110 m haies (H)     | 1928     |
| Esther Brand      | Saut en hauteur (F) | 1952     |
| Josia Thugwane    | Marathon (H)        | 1996     |
| Caster Semenya    | 800 mètres (F)      | 2012     |
| Caster Semenya    | 800 mètres (F)      | 2016     |
| Wayde van Niekerk | 400 mètres (H)      | 2016     |

### Aviron
| Nom                                                        | Discipline(s)                     | Année(s) |
| Matthew Brittain, Sizwe Ndlovu, John Smith, James Thompson | Quatre de pointe poids légers (H) | 2012     |

### Boxe
| Nom              | Discipline(s)       | Année(s) |
| Clarence Walker  | Poids coqs (H)      | 1920     |
| William Smith    | Poids coqs (H)      | 1924     |
| Lawrence Stevens | Poids légers (H)    | 1932     |
| David Carstens   | Poids mi-lourds (H) | 1932     |
| Gerald Dreyer    | Poids légers (H)    | 1948     |
| George Hunter    | Poids mi-lourds (H) | 1948     |

### Cyclisme
| Nom           | Discipline(s)       | Année(s) |
| Rudolph Lewis | Course en ligne (H) | 1912     |

### Natation
| Nom                                                                | Discipline(s)            | Année(s) |
| Joan Harrison                                                      | 100 m dos (F)            | 1952     |
| Penelope Heyns                                                     | 100 m brasse (F)         | 1996     |
|                                                                    | 200 m brasse (F)         | 1996     |
| Lyndon Ferns, Ryk Neethling, Roland Mark Schoeman, Darian Townsend | 4 × 100 m nage libre (H) | 2004     |
| Chad le Clos                                                       | 200 m papillon (H)       | 2012     |
| Cameron van der Burgh                                              | 100 m brasse (H)         | 2012     |
| Tatjana Schoenmaker                                                | 200 m brasse (F)         | 2020     |

### Tennis
| Nom                          | Discipline(s) | Année(s) |
| Harold Kitson                | Simple (H)    | 1912     |
| Harold KitsonCharles Winslow | Double (H)    | 1912     |
| Louis Raymond                | Simple (H)    | 1920     |